# Ellen Kießling
Ellen Kießling, geschiedene Buchleitner (* 17. Februar 1968 in Freital) ist eine ehemalige deutsche Leichtathletin und Olympiateilnehmerin (1992), die Ende der 1980er und Anfang der 1990er Jahre eine erfolgreiche Mittelstreckenläuferin war.

## Werdegang

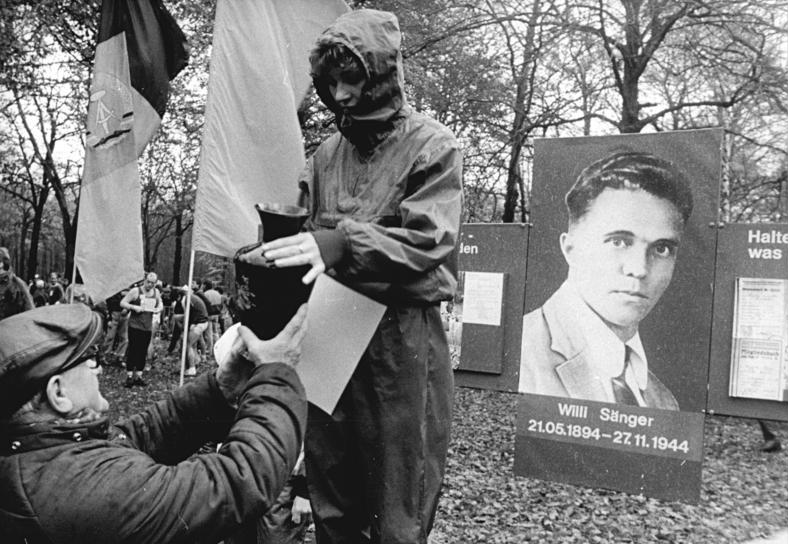
Ellen Kießling, Siegerin des 33. Willi-Sänger-Gedenklaufs 1988

Ihr größter Erfolg war – für die DDR startend – der zweite Platz im 1500-Meter-Lauf bei den Europameisterschaften 1990 in Split.
Ellen Kießling startete für den SC Einheit Dresden. In ihrer aktiven Zeit war sie 1,65 m groß und wog 52 kg. Ihre Leichtathletik-Karriere begann sie in Pirna bei Trainer Klaus Müller. Sie startete bis 1990 für die Mannschaft der DDR und wurde trainiert von Katja Hermann.
Nach der Wende wechselte sie zum Dresdner Sportclub 1898 und startete später für den ASV Köln. 1991 wurde sie mit 4:04,75 min Fünfte über die 1500 Meter bei den Weltmeisterschaften in Tokio.
Kießling lebt in Maria Enzersdorf in Österreich und arbeitet für die Gemeinde. Im Oktober 1994 heiratete sie den österreichischen Leichtathleten Michael Buchleitner (* 1969), 1999 kam ihre Tochter und 2008 ihr Sohn zur Welt. Die beiden sind heute geschieden.

## Sportliche Erfolge (Auswahl)
- 1985, Junioreneuropameisterschaften: Platz 3 im 800-Meter-Lauf (2:04,85 min)
- 1989, Halleneuropameisterschaften: Platz 2 im 800-Meter-Lauf (2:01,24 min)
- 1989, Hallenweltmeisterschaften: Platz 3 im 800-Meter-Lauf (1:59,68 min)
- 1990, Europameisterschaften: Platz 2 im 1500-Meter-Lauf (4:08,67 min)
- 1991, Europacup-Finale: Platz 3 im 1500-Meter-Lauf (4:05,13 min)
- 1991, Weltmeisterschaften 1991: 5. Platz im 1500-Meter-Lauf (4:04,75 min)
- 1992, Olympische Spiele: im 1500-Meter-Vorlauf ausgeschieden